# جوستين سيمز
جوستين سيمز (بالإنجليزية: Heath Sims) هو مدرب رياضي أمريكي، ولد في 14 أكتوبر 1971 في شاطئ هنتنغتون في الولايات المتحدة.

## وصلات خارجية
- جوستين سيمز على موقع شيردوغ (الإنجليزية)
- جوستين سيمز على موقع قاعدة بيانات المصارعة الدولية (الإنجليزية)
- جوستين سيمز على موقع أوليمبيديا (الإنجليزية)